# Mil Millas Argentinas en Bicicleta de 1948
La 1.ª edición de las Mil Millas Argentinas en Bicicleta se celebró entre el 11 de noviembre y el 21 de noviembre de 1948, organizada por el Club Deportivo América con inicio y final en el velódromo municipal de la ciudad de Buenos Aires. El recorrido constó de un total de 8 etapas cubriendo una distancia total de 1.602 km recorriendo solamente la provincia de Buenos Aires, la etapa más larga fue la última que unió Dolores con Buenos Aires con una distancia total de 209 kilómetros.
La competencia la iniciaron 108 corredores (90 argentinos y 18 extranjeros). La carrera la finalizaron solamente 44 ciclistas.

## Ciclistas participantes
Participaron 108 ciclistas la gran mayoría de Argentina y también de Bolivia, Brasil, Chile, Uruguay, Italia y España.
| Número | Ciclista                | Lugar           | Número | Ciclista            | Lugar           | Número | Ciclista            | Lugar           |
| 1      | Francisco Gareca Flores | Bolivia         | 37     | Aníbal López        | Santa Fe        | 73     | Julio Alba          | Capital Federal |
| 2      | Jesús López Luján       | Bolivia         | 38     | Ceferino Perone     | Santa Fe        | 74     | Roberto Contini     | Capital Federal |
| 3      | Reynaldo Tovar Puertas  | Bolivia         | 39     | José Luis Trentino  | Santa Fe        | 75     | Blado Martinove     | Capital Federal |
| 4      | Carlos Montagna         | Brasil          | 40     | Domingo Alarcon     | Chaco           | 76     | Julio Arrastia      | Capital Federal |
| 5      | Fiorentino Muñoz        | Chile           | 41     | José Manuel Prieto  | La Pampa        | 77     | Alfredo Polet       | Capital Federal |
| 6      | Orellana Cruz           | Chile           | 42     | Mariano Ruiz        | Mendoza         | 78     | Carlos Martínez     | Capital Federal |
| 7      | Guillermo Rojas         | Chile           | 43     | Salvador Murcia     | Mendoza         | 79     | Miguel D. Adin      | Capital Federal |
| 8      | Alfio Ferrari           | Italia          | 44     | Pancho Marquez      | Mar del Plata   | 80     | Pedro Chini         | Capital Federal |
| 9      | Silvio Pedroni          | Italia          | 45     | Humberto Palmieri   | Mar del Plata   | 81     | Ernesto Ferraris    | Capital Federal |
| 10     | Antonio Bertola         | Italia          | 46     | Aníbal Petovello    | Tandil          | 82     | Raúl Gaudino        | Capital Federal |
| 11     | Antonio Martin          | España          | 47     | Carlos Franchini    | Tandil          | 83     | Julio Giorgetta     | Capital Federal |
| 12     | Alex Fombellida         | España          | 48     | Luis Yoviac         | Tandil          | 84     | Juan Koval          | Zarate          |
| 13     | Atilio François         | Uruguay         | 49     | Carlos Formenti     | Chivilcoy       | 85     | César Coombez       | Capital Federal |
| 14     | Luis A. Correa          | Uruguay         | 50     | Roberto Morera      | La Plata        | 86     | Victor González     | Capital Federal |
| 15     | Juan Lacuesta           | Uruguay         | 51     | Bernardino Varrin   | Olavarria       | 87     | Alejandro Garcia    | Capital Federal |
| 16     | Luis A. López           | Uruguay         | 52     | Miguel Sevillano    | Capital Federal | 88     | Armando Devoto      | Capital Federal |
| 17     | Miguel O. Garcia        | Uruguay         | 53     | José Luis Busato    | Capital Federal | 89     | Carlos Heide        | Capital Federal |
| 18     | Francisco Vera          | Buenos Aires    | 54     | Roberto Jacob       | Capital Federal | 90     | Oscar Giacché       | Capital Federal |
| 19     | Alberto Martínez        | Tucumán         | 55     | Oscar Muleiro       | Capital Federal | 91     | Carlos Nieves       | Capital Federal |
| 20     | José Martínez           | Tucumán         | 56     | Francisco Vallverdú | Capital Federal | 92     | Antonio Pérez       | Capital Federal |
| 21     | Francisco Martínez      | Tucumán         | 57     | Carlos Unkrodt      | Capital Federal | 93     | Nuncio Ramundo      | Capital Federal |
| 22     | Felíx A. Moscoso        | Bahía Blanca    | 58     | Marino Castellani   | Capital Federal | 94     | Pedro Meo           | Capital Federal |
| 23     | Mario Coppari           | Bahía Blanca    | 59     | Angel Casanova      | Capital Federal | 95     | José Méndez         | Capital Federal |
| 24     | Dionisio Isco           | Bahía Blanca    | 60     | Sixto Fertnot       | Capital Federal | 96     | Roberto Galuzzi     | Capital Federal |
| 25     | Pedro Puebla            | Bahía Blanca    | 61     | Juan Carlos Mauriño | Capital Federal | 97     | Manuel Melle        | Capital Federal |
| 26     | Leonardo Schell         | Entre Ríos      | 62     | Martin Coimil       | Capital Federal | 98     | Fausto Napimoga     | Capital Federal |
| 27     | Justo A. Roldán         | Entre Ríos      | 63     | Manuel Fernández    | Capital Federal | 99     | Luis Segota         | Capital Federal |
| 28     | Humberto Varisco        | Entre Ríos      | 64     | Aníbal Iglesias     | Capital Federal | 100    | Rodolfo Caccavo     | Capital Federal |
| 29     | Jorge Olivera           | Entre Ríos      | 65     | Alfredo Gallego     | Capital Federal | 101    | Guillermo del Turco | Capital Federal |
| 30     | Eduardo Sayes           | Salta           | 66     | Rubén Dipierro      | Capital Federal | 102    | Angel Hantolin      | Capital Federal |
| 31     | José Ardiles            | Salta           | 67     | Juan Carlos Porta   | Capital Federal | 103    | Emilio Abascal      | Capital Federal |
| 32     | Rafael Miguel           | Salta           | 68     | Horacio Barbich     | Capital Federal | 104    | Avelino Barral      | Capital Federal |
| 33     | Domingo Paz             | Salta           | 69     | Marcos Coccaro      | Capital Federal | 105    | Dante Benvenuti     | Capital Federal |
| 34     | Emilio Celario          | Sgo. del Estero | 70     | Juan Limba          | Capital Federal | 106    | Angel Castellani    | Capital Federal |
| 35     | Silvio Celario          | Sgo. del Estero | 71     | Pablo Pauk          | Capital Federal | 107    | Alberto Garcia      | Capital Federal |
| 36     | Luis Fabre              | Sgo. del Estero | 72     | Raúl Rodríguez      | Capital Federal | 108    | Juan Bonino         | Capital Federal |

## Etapas
| Etapa | Fecha           | Recorrido                         | km       | Ganador          | Líder            |
| 1ª    | 11 de noviembre | Buenos Aires-Las Flores           | 187      | Humberto Varisco | Humberto Varisco |
| 2ª A  | 12 de noviembre | Las Flores                        | 50 (CRI) | Atilio François  | Atilio François  |
| 2ª B  | 12 de noviembre | Las Flores -Azul                  | 115      | Armando Devoto   | Atilio François  |
| 3ª    | 13 de noviembre | Azul-Tres Arroyos                 | 202      | Miguel Sevillano | Atilio François  |
| 4ª    | 14 de noviembre | Tres Arroyos-Bahía Blanca         | 185      | Atilio François  | Atilio François  |
| 5ª    | 16 de noviembre | Bahía Blanca-Tres Arroyos         | 182      | Dante Benvenuti  | Atilio François  |
| 6ª    | 17 de noviembre | Tres Arroyos-Tandil               | 171      | Silvio Pedroni   | Atilio François  |
| 7ª    | 18 de noviembre | Tandil-Mar del Plata              | 172      | Alfio Ferrari    | Atilio François  |
| 8ª    | 20 de noviembre | Mar del Plata-Dolores             | 199      |                  | Atilio François  |
| 9ª    | 21 de noviembre | Dolores-Velódromo de Buenos Aires | 209      | Alfio Ferrari    | Atilio François  |

## Clasificaciones finales

### Clasificación individual
| Pos.        | Ciclista            | Equipo       | Tiempo           |
| ----------- | ------------------- | ------------ | ---------------- |
| Malla lider | Atilio François     | Cicles Motor | 44 h 47 min 17 s |
| 2.º         | Alfio Ferrari       | Cicles Motor | a 12 m 50 s      |
| 3.º         | Dante Benvenutti    | Cicles Motor | a 13 m 7 s       |
| 4.º         | Antonio Bertola     | Automoto     | a 13m 16 s       |
| 5.º         | Miguel Sevillano    | Cicles Motor | a 14 m 15 s      |
| 6.º         | Silvio Pedroni      | Cicles Motor | a 15 m 29 s      |
| 7.º         | Humberto Varisco    | Cicles Motor | a 18 m 22 s      |
| 8.º         | Leandro Cavagliatto | -            | a 20 m 11 s      |
| 9.º         | Oscar Giacché       | -            | a 26 m 41 s      |
| 10.º        | Oscar Muleiro       | Cicles Motor | a 32 m 44 s      |